# التعريف والإعلام فيما أبهم من القرآن من الأسماء الأعلام
التعريف والإعلام فيما أبهم من القرآن من الأسماء الأعلام هو كتاب عن مبهمات القران، ألفه الحافظ أبو القاسم السهيلي (508 هـ-581 هـ) صاحب كتاب الروض الأنف، اختص المؤلف في كتابه بالتعريف بمبهمات القرآن أعلاما كانت أو غير أعلام.
قال الحافظ أبو القاسم السهيلي في مقدمة كتابه:
| التعريف والإعلام فيما أبهم من القرآن من الأسماء الأعلام | قصدت أن أذكر في هذا المختصر الوجيز، ما تضمنه كتاب الله العزيز، من ذكر من لم يسم فيه باسمه العلم من نبي أو وليّ، أو غيرهما من آدمي، أو ملك أو جني، أو بلد، أو شجر، أو كوكب، أو حيوان له اسم علم قد عرف عند نقلة الأخبار، وإذا كان أهل الأدب يفرحون بمعرفة شاعر أُبهم اسمه في كتاب، وكذلك أهل كل صناعة يفرحون بأسماء أهل صناعتهم، فيرونه من نفيس بضاعتهم، فالقارئون لكتاب الله العزيز أولى أن يتنافسوا في معرفة ما أبهم، ويتحلوا بعلم ذلك عند المذاكرة. وكان إملائي لهذا الكتاب على سائل سألني عن هذه الأسماء المبهمة في القرآن إملاء مما حفظته قديما وحديثا | التعريف والإعلام فيما أبهم من القرآن من الأسماء الأعلام |